# John Vande Velde
John Vande Velde (nascido em 27 de dezembro de 1948) é um ex-ciclista olímpico estadunidense. Representou sua nação nos Jogos Olímpicos de Verão de 1968 e 1972.